# Englee
Englee is een gemeente (town) in de Canadese provincie Newfoundland en Labrador. Englee ligt in het noorden van het eiland Newfoundland, aan de oostkust van het Great Northern Peninsula.

## Geschiedenis
Reeds in 1640 was Englee een belangrijke vissersnederzetting aan de Franse kust van Newfoundland. Vanuit de zuidelijke natuurlijke haven van Englee Island (toen bekend als Grevigneux Island) opereerden er toen 70 boten, waardoor het bij verre de grootste 17e-eeuwse vissershaven aan de oostkust van het Great Northern Peninsula was. De noordelijke haven van het dorp, toentertijd bekend als Les Aiguillettes, was de uitvalsbasis van 20 boten. Het betrof steeds weliswaar seizoensvisserij waardoor de plaats in de winter jaarlijks ontvolkt werd.
De plaats werd voor het eerst permanent bevolkt rond het midden van de 19e eeuw en kwam bekend te staan als Englee. De naam vindt zijn oorsprong in anglais, het Franse woord voor "Engelsen".

## Geografie
Englee ligt aan de afgelegen oostkust van het Great Northern Peninsula van Newfoundland, aan het eindpunt van provinciale route 433. De plaats is gevestigd daar waar Bide Arm zich afsplitst van Canada Bay. Nabij dat punt ligt Englee Island, een eiland dat op het smalste punt door slechts 10 meter aan water van Newfoundland gescheiden wordt. Op dat punt is een brug gebouwd, aangezien de dorpskern van Englee gedeeltelijk op het eiland ligt.
De kleine, niet-permanent bewoonde vissersnederzetting Robert bevindt zich op het grondgebied van Englee, namelijk aan de noordelijke inham Hilliers Harbour. De nederzetting is behalve via het water enkel bereikbaar via een bijna 10 km lange wandelroute.

## Demografie
Demografisch gezien is Englee, net zoals de meeste kleine dorpen op Newfoundland, aan het krimpen. Tussen 1991 en 2021 daalde de bevolkingsomvang van 984 naar 489. Dat komt neer op een daling van 495 inwoners (-50,3%) in dertig jaar tijd.
| Demografische ontwikkeling van Englee tussen 1991 en 2021       |
| --------------------------------------------------------------- |
|                                                                 |
| Bron: Statistics Canada (1991–1996, 2001–2006, 2011–2016, 2021) |